# Into the Night
| Оценки критиков      | Оценки критиков |
| Источник             | Оценка          |
| -------------------- | --------------- |
| Metacritic           | 72 / 100        |
| AllMusic             | [ 2 ]           |
| Consequence of Sound | [ 3 ]           |
| Drowned In Sound     | [ 4 ]           |
| PopMatters           | [ 5 ]           |

Into the Night (с англ. — «В ночи») — пятый по счёту мини-альбом группы The Raveonettes, изданный на лейбле The Orchard 24 апреля 2012 года.

## Об альбоме
Материал был написан Суне Роуз Вагнером но на релизе исполнен сольно Шэрин Фу. Примечательно то что сам Вагнер принимает участие в бэк-вокале что также отражено и на самой обложке где он изображён позади Шэрин, стоящий в её тени. Это третий релиз, спродюсированный совместно c Ричардом Готтерером, и первый с момента выхода Observator в 2012 году. Певец Суне Роуз Вагнер описал EP как “восхитительно испорченная ода разочарованию потерянной любви”. Сводилась пластинка Вагнером и Алонзо Варгасом, мастеринг релиза проходил в нью-йоркской студии The Lodge которым занимался Джо ЛаПорта. Над дизайном работал Александр Чоу фотографии для оформления предаставили Эмбер и Эшли Чавес.

## Критика
После выхода релиз получил в целом положительные отзывы. На Metacritic, который присваивает нормируемый рейтинг из 100 обзоров основных критиков, EP получил средний балл 72, на основе четырёх обзоров, что означает «В целом благоприятный отзыв».

## Список композиций
Слова и музыка всех песен — написаны Суне Роуз Вагнером.
| №                   | Название                  | Длительность |
| ------------------- | ------------------------- | ------------ |
| 1.                  | «Into the Night»          | 3:45         |
| 2.                  | «Night Comes Out»         | 3:19         |
| 3.                  | «Too Close to Heartbreak» | 2:56         |
| 4.                  | «Bad Ghosts»              | 2:32         |
| Общая длительность: | Общая длительность:       | 12:32        |

## Участники записи
| - Шэрин Фу — вокал. - Суне Роуз Вагнер — бэк-вокал, продюсер, сведение. - Ричард Готтерер — продюсер. - Алонзо Варгас — сведение. | - Джо ЛаПорта — мастеринг. - Александр Чоу — дизайн. - Эмбер Чавес — фотограф. - Эшли Чавес — фотограф. |

## История выпусков
| Страна | Дата            | Формат                                | Лейбл       |
| ------ | --------------- | ------------------------------------- | ----------- |
| Канада | апрель 24, 2012 | CD, цифровое скачивание музыки, винил | The Orchard |
| США    | апрель 24, 2012 | CD, цифровое скачивание музыки, винил | The Orchard |